# Andrea Icardi
Andrea Icardi (Milano, 14 giugno 1963) è un allenatore di calcio ed ex calciatore italiano, di ruolo centrocampista.

## Carriera

### Giocatore

Icardi con la maglia del Verona

Crebbe calcisticamente nel Milan, società con la quale disputò sette stagioni di cui due in serie B (una a causa delle retrocessione per lo scandalo italiano del calcioscommesse del 1980, l'altra per una retrocessione sul campo).
Nell'estate 1986 venne ceduto all'Atalanta nell'ambito dell'operazione che portò Roberto Donadoni in maglia rossonera. Con i bergamaschi rimediò una retrocessione in Serie B, riscattata l'anno successivo con la promozione in massima serie, stagione in cui fu protagonista del cammino europeo dei neroazzurri in Coppa delle Coppe.
Passò quindi alla Lazio per due stagioni, al termine delle quali si accasò al Verona, contribuendo alla promozione in Serie A degli scaligeri.
Concluse la sua carriera in Australia, nel Marconi Stallions di Sydney.

### Allenatore
Iniziò la carriera di allenatore dove aveva terminato quella da calciatore, ovvero nella formazione australiana del Marconi Stallions, per poi tornare in patria ed allenare nelle giovanili di Milan, Monza e Alessandria. Ha poi guidato Derthona e Voghera.
Nel 2011 diventa allenatore della Milan Academy a Sydney in Australia.

## Vita privata
È sposato con Rosie Clark, con la quale gestisce la Milan Academy in Australia, e dalla quale ha avuto tre figli: Lorenzo, Daisy e Luca.

## Palmarès

### Giocatore

#### Club

##### Competizioni nazionali
- Campionato italiano di Serie B: 2

Milan: 1980-1981, 1982-1983

##### Competizioni internazionali
- Coppa Mitropa: 1

Milan: 1981-1982